# Direction des Affaires criminelles et des Grâces
La direction des Affaires criminelles et des Grâces (DACG) est, en France, une direction d'administration centrale du ministère de la Justice qui exerce, sous l'autorité du garde des Sceaux, la plénitude des attributions du ministère de la Justice dans le domaine pénal.

## Histoire
La DACG a été créée au ministère de la Justice en 1814 comme l'héritière de la division criminelle, qui avait été créée en l'an IV.

## Missions
La DACG exerce les attributions du ministère de la Justice en matière pénale. À ce titre, elle :
- élabore la législation et la réglementation en matière répressive et examine, en liaison avec les départements ministériels concernés, tous les projets de normes comportant des dispositions pénales ;
- conduit les négociations européennes et internationales en matière répressive ;
- prépare les instructions générales d'action publique, coordonne et évalue leur mise en application ;
- contrôle l'exercice de l'action publique par les parquets généraux et parquets ;
- instruit les recours en grâce et les mesures d'amnistie ;
- assure la mise en œuvre des conventions internationales en matière d'entraide judiciaire pénale ;
- assure le fonctionnement du casier judiciaire national, qui est placé sous l'autorité du directeur.

Les parquets généraux adressent des rapports sur la politique pénale à la DACG. En 2017, environ 8 000 affaires sont suivies au niveau national pour des raisons de coordinations entre plusieurs administrations ou entre juridictions. Depuis la loi du 25 juillet 2013, le ministre ne peut plus adresser aux magistrats aucune instruction dans des affaires individuelles,.

## Organisation
Depuis le 1er septembre 2015, la DACG est constituée de trois sous-directions, chacune divisée en trois bureaux :
- la sous-direction de la justice pénale générale :
  - le bureau de la politique pénale générale,
  - le bureau de la police judiciaire,
  - le bureau de l'exécution des peines et des grâces ;
- la sous-direction de la justice pénale spécialisée :
  - le bureau du droit économique, financier et social, de l'environnement et de la santé publique,
  - le bureau de la lutte contre la criminalité organisée, le terrorisme et le blanchiment,
  - le bureau de l'entraide pénale internationale ;
- la sous-direction de la négociation et de la législation pénales :
  - le bureau de la négociation pénale européenne et internationale,
  - le bureau de la législation pénale générale,
  - le bureau de la législation pénale spécialisée.

Elle est également composée d'un service à compétence nationale : le service du Casier judiciaire national, installé à Nantes.

## Localisation
Jusqu'en 2004, la DACG occupait des locaux situés rue Saint-Honoré. Elle a ensuite déménagé dans un immeuble situé 14 rue Halévy dans le 9e arrondissement de Paris, acheté par l'État en juin 2004 à AGF. Depuis juin 2016, elle occupe des locaux situés 13 place Vendôme, dans le 1er arrondissement.

## Liste des directeurs des Affaires criminelles et des Grâces
Les directeurs de la DACG ont été successivement, :
| Directeur                                    | Décret de nomination | Décret de nomination |
| -------------------------------------------- | -------------------- | -------------------- |
| Jean-Marie Emmanuel Legraverend              | 1814                 |                      |
| Dominique-Armand Rives                       | 3 janvier 1822       |                      |
| Jacques Guerry de Champneuf (d)              | 1824                 |                      |
| Nicolas Decrusy (d)                          | 1830                 |                      |
| Hippolyte Alphonse Quénault                  | 1835                 |                      |
| Ernest Desclozeaux                           | 1837                 |                      |
| Pierre Antoine Meilheurat                    | 27 octobre 1841      |                      |
| Faustin Hélie                                | 25 février 1848      |                      |
| Charles-Sylvestre Rieff (d)                  | 22 décembre 1849     |                      |
| Charles de Sibert de Cornillon               | 5 février 1851       |                      |
| Myrtil-Joseph Sénéca                         | 1er février 1852     |                      |
| Victor-Armand-Joseph Pouillaude de Carnières | 29 octobre 1853      |                      |
| Jean Charles Babinet (d)                     | 4 mars 1861          |                      |
| Charles Petit                                | 31 juillet 1871      | [ a ]                |
| Marie-Joseph-Alexis Gast                     | 30 juin 1873         | [ b ]                |
| Camille Godelle                              | 4 août 1874          | [ c ]                |
| Alexandre Ribot                              | 1er juin 1875        | [ d ]                |
| Jules Lacointa                               | 21 janvier 1876      | [ e ]                |
| Émile Lenoël                                 | 27 décembre 1876     | [ f ]                |
| Joseph Amélie Benoist                        | 20 mai 1877          | [ g ]                |
| Philippe Ernest Hardouin                     | 27 novembre 1877     | [ h ]                |
| Georges Picot                                | 13 décembre 1877     | [ i ]                |
| Pierre Charles Sevestre                      | 11 février 1879      | [ j ]                |
| Célestin Louis Tanon                         | 21 février 1880      | [ k ]                |
| Pierre-Achille Vételay                       | 12 décembre 1881     | [ l ]                |
| Ernest-Jean Poux-Franklin                    | 10 octobre 1882      | [ m ]                |
| Étienne Edmond Jacquin                       | 8 mars 1884          | [ n ]                |
| Marius Joseph Dumas                          | 8 janvier 1889       | [ o ]                |
| André Boulloche                              | 6 octobre 1892       | [ p ]                |
| Adrien Couturier (d)                         | 17 octobre 1896      | [ q ]                |
| François César Hubert Pétitier               | 18 octobre 1898      | [ r ]                |
| François Malepeyre                           | 31 juillet 1901      | [ s ]                |
| Gabriel Geoffroy (d)                         | 9 octobre 1903       | [ t ]                |
| François Joseph Louis Marie Saint-Aubin      | 21 mars 1905         | [ u ]                |
| Jules Émile Bourdon                          | 16 octobre 1906      | [ v ]                |
| Théodore Tissier                             | 13 janvier 1908      | [ w ]                |
| Maurice Deligne                              | 29 juillet 1909      | [ x ]                |
| Théodore Lescouvé                            | 24 mai 1910          | [ y ]                |
| Paul Boulloche                               | 28 janvier 1911      | [ z ]                |
| Paul André                                   | 22 avril 1912        | [ aa ]               |
| Léon Eugène Courtin                          | 28 février 1914      | [ ab ]               |
| Jean Baptiste Joseph Coudert                 | 20 février 1917      | [ ac ]               |
| Eugène Leroux (d)                            | 23 juillet 1918      | [ ad ]               |
| Abel Prouharam                               | 28 novembre 1922     | [ ae ]               |
| Maurice Gilbert                              | 18 octobre 1923      | [ af ]               |
| Paul Henri Mouton                            | 23 novembre 1926     | [ ag ]               |
| Georges Rateau                               | 1er mai 1930         | [ ah ]               |
| Raymond Bacquart (d)                         | 18 juillet 1934      | [ ai ]               |
| Nicolas Battestini                           | 3 février 1938       | [ aj ]               |
| Henry Corvisy                                | 22 décembre 1940     | [ ak ]               |
| Louis Gravier                                | 22 janvier 1944      | [ al ]               |
| Maurice Patin                                | 30 septembre 1944    | [ am ]               |
| Antonin Besson                               | 1er août 1946        | [ an ]               |
| Maurice Turquey                              | 11 février 1948      | [ ao ]               |
| René de Bonnefoy des Aulnais                 | 8 novembre 1951      | [ ap ]               |
| Jean Mazard                                  | 16 novembre 1956     | [ aq ]               |
| André Touren                                 | 23 janvier 1957      | [ ar ]               |
| Henri Maynier                                | 7 juin 1962          | [ as ]               |
| Paul Pageaud (d)                             | 6 décembre 1963      | [ at ]               |
| Pierre Arpaillange                           | 9 janvier 1968       | [ au ]               |
| Christian Le Gunéhec (d)                     | 10 septembre 1974    | [ av ]               |
| Raoul Béteille                               | 2 mai 1979           | [ aw ]               |
| Michel Jeol (d)                              | 3 juillet 1981       | [ ax ]               |
| Bruno Cotte                                  | 14 mars 1984         | [ ay ]               |
| Franck Terrier (d)                           | 12 avril 1990        | [ az ]               |
| François Falletti                            | 26 mai 1993          | [ ba ]               |
| Marc Moinard                                 | 29 août 1996         | [ bb ]               |
| Yves Charpenel                               | 10 novembre 1998     | [ bc ]               |
| Robert Finielz (d)                           | 8 mars 2001          | [ bd ]               |
| Jean-Claude Marin                            | 6 août 2002          | [ be ]               |
| Jean-Marie Huet (d)                          | 24 novembre 2004     | [ bf ]               |
| Maryvonne Caillibotte (d)                    | 21 janvier 2010      | [ bg ]               |
| Marie-Suzanne Le Quéau                       | 19 juillet 2012      | [ bh ]               |
| Robert Gelli                                 | 11 septembre 2014    | [ bi ]               |
| Rémy Heitz                                   | 9 août 2017          | [ bj ]               |
| Catherine Pignon (d)                         | 26 novembre 2018     | [ bk ]               |
| Olivier Christen (d)                         | 9 septembre 2020     | [ bl ]               |
| Laureline Peyrefitte (d)                     | 3 mai 2024           | [ bm ]               |